# Stefano Avogadri
Stefano Avogadri (Treviglio, 11 agosto 1985) è un ex calciatore italiano, di ruolo difensore.

## Caratteristiche tecniche
Il ruolo principale di Avogadri è il terzino destro, tuttavia può giocare anche sul lato sinistro e come esterno destro di centrocampo. Nel Pisa ha è stato utilizzato anche come terzo centrale in una difesa a tre.

## Carriera
Muove i primi passi nel mondo del calcio con le giovanili dell'Inter; acquistato successivamente dal Piacenza, viene incluso nella rosa della prima squadra nella stagione 2004-2005, in cui non colleziona alcuna presenza. Esordisce in Serie B e in prima squadra nella stagione successiva, nei minuti finali di Avellino-Piacenza 1-1 del 1º aprile 2006, collezionando poi un'ulteriore presenza in stagione, nella trasferta di Modena.
Nell'estate 2006 viene ceduto in prestito al Legnano, militante in Serie C2. Con la formazione lilla ottiene la promozione in Serie C1 disputando 9 partite. Il prestito viene riconfermato anche per la stagione successiva nella quale le presenze a fine anno sono 12 con il Legnano che ottiene una tranquilla posizione di centro classifica.
Nel 2008 Avogadri rientra al Piacenza, dove l'allenatore Stefano Pioli lo impiega inizialmente come esterno destro di centrocampo, salvo poi riportarlo nel ruolo di terzino destro con il passaggio al 4-3-3. A fine stagione le presenze sono 28 con una rete, la prima in Serie B, realizzata contro il Frosinone. Nelle stagioni successive è impiegato con continuità nel ruolo di terzino destro, con Fabrizio Castori e Massimo Ficcadenti (stagione 2009-2010) e poi Armando Madonna (stagione 2010-2011): le presenze sono in tutto 64, con una rete realizzata e una subita, quando sostituisce l'espulso Christian Puggioni in porta nella partita Ancona-Piacenza 2-1.
Nel febbraio 2012, dopo le cessioni di Guzmán e Guerra nel mercato invernale, diventa il capitano, vestendo per la prima volta la fascia in occasione della sfida contro il Lumezzane di Coppa Italia Lega Pro.
Termina la stagione con 20 presenze e 1 rete in campionato, più 1 presenza nei play-out che sanciscono la retrocessione del Piacenza in Seconda Divisione. Al termine della stagione rimane svincolato a causa del fallimento del club emiliano e in ottobre firma per il Petrolul Ploiești, formazione militante nella Liga I rumena. Fa il suo debutto con i rumeni il 23 novembre successivo nella partita persa 2-0 contro il Gaz Metan Mediaș.
Nel gennaio 2013 torna in Italia, ingaggiato dalla Cremonese. Fa il suo debutto con i grigiorossi il 3 marzo successivo nella partita pareggiata per 1-1 contro l'Entella. Nel giugno successivo il contratto viene rinnovato per un'altra stagione. Chiude la stagione con 19 presenze in campionato e 3 nei play-off nei quali la Cremonese è eliminata in semifinale dal Südtirol.
Nel luglio 2014 viene ingaggiato dall'Ascoli. Debutta con i marchigiani il 9 agosto successivo nella partita di Coppa Italia Lega Pro vinta per 4-3 in casa del Gubbio. Chiude la stagione nelle Marche con 32 presenze in campionato, due in Coppa Italia Lega Pro e una nei play-off nei quali i bianconeri escono a quarti di finale contro la Reggiana. A fine stagione, in scadenza di contratto, rimane svincolato.
Nell'agosto 2015 si accorda con la Siena, società neopromossa in Lega Pro. Fa il suo debutto con i toscani il 13 settembre nel pareggio per 0-0 contro la Pistoiese.
Il 7 gennaio, dopo 15 presenze in campionato e 1 in Coppa Italia Lega Pro, rescinde il contratto con la società bianconera, e il giorno successivo viene ingaggiato dal Pisa. Fa il suo debutto con i nerazzurri il 10 gennaio nella vittoria per 2-0 contro la Pistoiese. Chiude la stagione con 12 presenze in campionato e 4 nei play-off per la promozione in Serie B vinti dal Pisa. Resta in Toscana anche nella stagione successiva, nella quale viene schierato con continuità fino alla fine del mese di novembre quando incappa in un infortunio durante la partita contro il Torino valida per il quarto turno di Coppa Italia. Dopo quell'occasione non scende più in campo fino al termine dell'annata, culminata con la retrocessione del Pisa in Lega Pro.
Nel 2017 è costretto al ritiro, a causa di problemi fisici.

## Dopo il ritiro
Dopo il ritiro consegue il patentino di allenatore UEFA D e inizia a lavorare per l'agenzia di procuratori sportivi diretta dall'ex calciatore Giovanni Bia.

## Statistiche

### Presenze e reti nei club
| Stagione             | Squadra           | Campionato       | Campionato | Campionato | Coppe nazionali | Coppe nazionali | Coppe nazionali | Coppe continentali | Coppe continentali | Coppe continentali | Altre coppe | Altre coppe | Altre coppe | Totale | Totale |
| Stagione             | Squadra           | Comp             | Pres       | Reti       | Comp            | Pres            | Reti            | Comp               | Pres               | Reti               | Comp        | Pres        | Reti        | Pres   | Reti   |
| -------------------- | ----------------- | ---------------- | ---------- | ---------- | --------------- | --------------- | --------------- | ------------------ | ------------------ | ------------------ | ----------- | ----------- | ----------- | ------ | ------ |
| 2005-2006            | Piacenza          | B                | 2          | 0          | CI              | 0               | 0               | -                  | -                  | -                  | -           | -           | -           | 2      | 0      |
| 2006-2007            | Legnano           | C2               | 9          | 0          | CI-C            | ?               | ?               | -                  | -                  | -                  | SL-C2       | 1           | 0           | 10+    | 0+     |
| 2007-2008            | Legnano           | C1               | 12         | 0          | CI-C            | ?               | ?               | -                  | -                  | -                  | -           | -           | -           | 12+    | 0+     |
| Totale Legnano       | Totale Legnano    | Totale Legnano   | 21         | 0          |                 | ?               | ?               |                    | -                  | -                  |             | 1           | 0           | 22+    | 0+     |
| 2008-2009            | Piacenza          | B                | 28         | 1          | CI              | 1               | 0               | -                  | -                  | -                  | -           | -           | -           | 29     | 1      |
| 2009-2010            | Piacenza          | B                | 32         | 1;-1       | CI              | 1               | 0               | -                  | -                  | -                  | -           | -           | -           | 33     | 1;-1   |
| 2010-2011            | Piacenza          | B                | 32         | 0          | CI              | 2               | 0               | -                  | -                  | -                  | -           | -           | -           | 34     | 0      |
| 2011-2012            | Piacenza          | 1D               | 20+1       | 1          | CI+CI-LP        | 2+2             | 0+1             | -                  | -                  | -                  | -           | -           | -           | 25     | 2      |
| Totale Piacenza      | Totale Piacenza   | Totale Piacenza  | 114+1      | 3;-1       |                 | 8               | 1               |                    | -                  | -                  |             | -           | -           | 121    | 4;-1   |
| ott. 2012- gen. 2013 | Petrolul Ploiești | Liga I           | 1          | 0          | CR              | 0               | 0               | -                  | -                  | -                  | -           | -           | -           | 1      | 0      |
| gen.-giu. 2013       | Cremonese         | 1D               | 4          | 0          | CI+CI-LP        | -               | -               | -                  | -                  | -                  | -           | -           | -           | 4      | 0      |
| 2013-2014            | Cremonese         | 1D               | 19+3       | 0          | CI+CI-LP        | 1+5             | 0               | -                  | -                  | -                  | -           | -           | -           | 28     | 0      |
| Totale Cremonese     | Totale Cremonese  | Totale Cremonese | 23+3       | 0          |                 | 6               | 0               |                    | -                  | -                  |             | -           | -           | 32     | 0      |
| 2014-2015            | Ascoli            | LP               | 32+1       | 0          | CI-LP           | 2               | 0               | -                  | -                  | -                  | -           | -           | -           | 35     | 0      |
| 2015-gen. 2016       | Siena             | LP               | 15         | 0          | CI-LP           | 1               | 0               | -                  | -                  | -                  | -           | -           | -           | 16     | 0      |
| gen.-giu. 2016       | Pisa              | LP               | 12+4       | 0          | CI+CI-LP        | -               | -               | -                  | -                  | -                  | -           | -           | -           | 16     | 0      |
| 2016-2017            | Pisa              | B                | 13         | 0          | CI              | 3               | 0               | -                  | -                  | -                  | -           | -           | -           | 16     | 0      |
| Totale Pisa          | Totale Pisa       | Totale Pisa      | 25+4       | 0          |                 | 3               | 0               |                    | -                  | -                  |             | -           | -           | 32     | 0      |
| Totale carriera      | Totale carriera   | Totale carriera  | 231+9      | 3;-1       |                 | 20+             | 1+              |                    | -                  | -                  |             | 1           | 0           | 261+   | 4+ ;-1 |

## Palmarès
- Campionato italiano di Serie C2: 1

Legnano: 2006-2007